# Nepoměřice
Nepoměřice (německy Nepomierschitz) jsou obec v okrese Kutná Hora ve Středočeském kraji. Nachází se asi třináct kilometrů jihozápadně od Kutné Hory. Žije v ní 215 obyvatel. Součástí obce jsou i vesnice Bedřichov a Miletice. Obcí protéká Košický potok, který je levostranným přítokem říčky Vrchlice.

## Historie
První písemná zmínka o obci pochází z roku 1287.
V obci Nepoměřice (218 obyvatel) byly v roce 1932 evidovány tyto živnosti a obchody: obchod s dobytkem, družstvo pro rozvod elektrické energie v Nepoměřicích, hostinec, kovář, krejčí, řezník, obchod se smíšeným zbožím, trafika.

## Obyvatelstvo
| Rok            | 1869 | 1880 | 1890 | 1900 | 1910 | 1921 | 1930 | 1950 | 1961 | 1970 | 1980 | 1991 | 2001 | 2011 | 2021 |
| -------------- | ---- | ---- | ---- | ---- | ---- | ---- | ---- | ---- | ---- | ---- | ---- | ---- | ---- | ---- | ---- |
| Počet obyvatel | 498  | 528  | 478  | 449  | 453  | 436  | 413  | 279  | 260  | 226  | 241  | 238  | 212  | 209  | 202  |
| Počet domů     | 77   | 80   | 79   | 78   | 82   | 83   | 83   | 83   | 70   | 65   | 70   | 80   | 87   | 89   | 93   |

## Obecní správa

### Územněsprávní začlenění
Dějiny územněsprávního začleňování zahrnují období od roku 1850 do současnosti. V chronologickém přehledu je uvedena územně administrativní příslušnost obce v roce, kdy ke změně došlo:
- 1850 země česká, kraj Pardubice, politický okres Kolín, soudní okres Uhlířské Janovice[7]
- 1855 země česká, kraj Čáslav, soudní okres Uhlířské Janovice
- 1868 země česká, politický okres Kutná Hora, soudní okres Uhlířské Janovice
- 1939 země česká, Oberlandrat Kolín, politický okres Kutná Hora, soudní okres Uhlířské Janovice[8]
- 1942 země česká, Oberlandrat Praha, politický okres Kutná Hora, soudní okres Uhlířské Janovice[9]
- 1945 země česká, správní okres Kutná Hora, soudní okres Uhlířské Janovice[10]
- 1949 Pražský kraj, okres Kutná Hora[11]
- 1960 Středočeský kraj, okres Kutná Hora
- 2003 Středočeský kraj, obec s rozšířenou působností Kutná Hora

## Doprava
Dopravní síť
- Pozemní komunikace – Do obce vede silnice III. třídy. Ve vzdálenosti 1,5 kilometru lze najet na silnici II/337 Uhlířské Janovice – Malešov – Čáslav – Ronov nad Doubravou.

- Železnice – Železniční trať ani stanice na území obce nejsou.

Veřejná doprava 2011
- Autobusová doprava – V obci měly zastávky autobusové linky Kutná Hora-Vidice-Čestín-Uhlířské Janovice-Petrovice II,Losiny (v pracovních dnech 1 spoj) a Kutná Hora-Sázava (v pracovních dnech 5 spojů) (dopravce Veolia Transport Východní Čechy). O víkendu byla obec bez dopravní obsluhy.

## Galerie

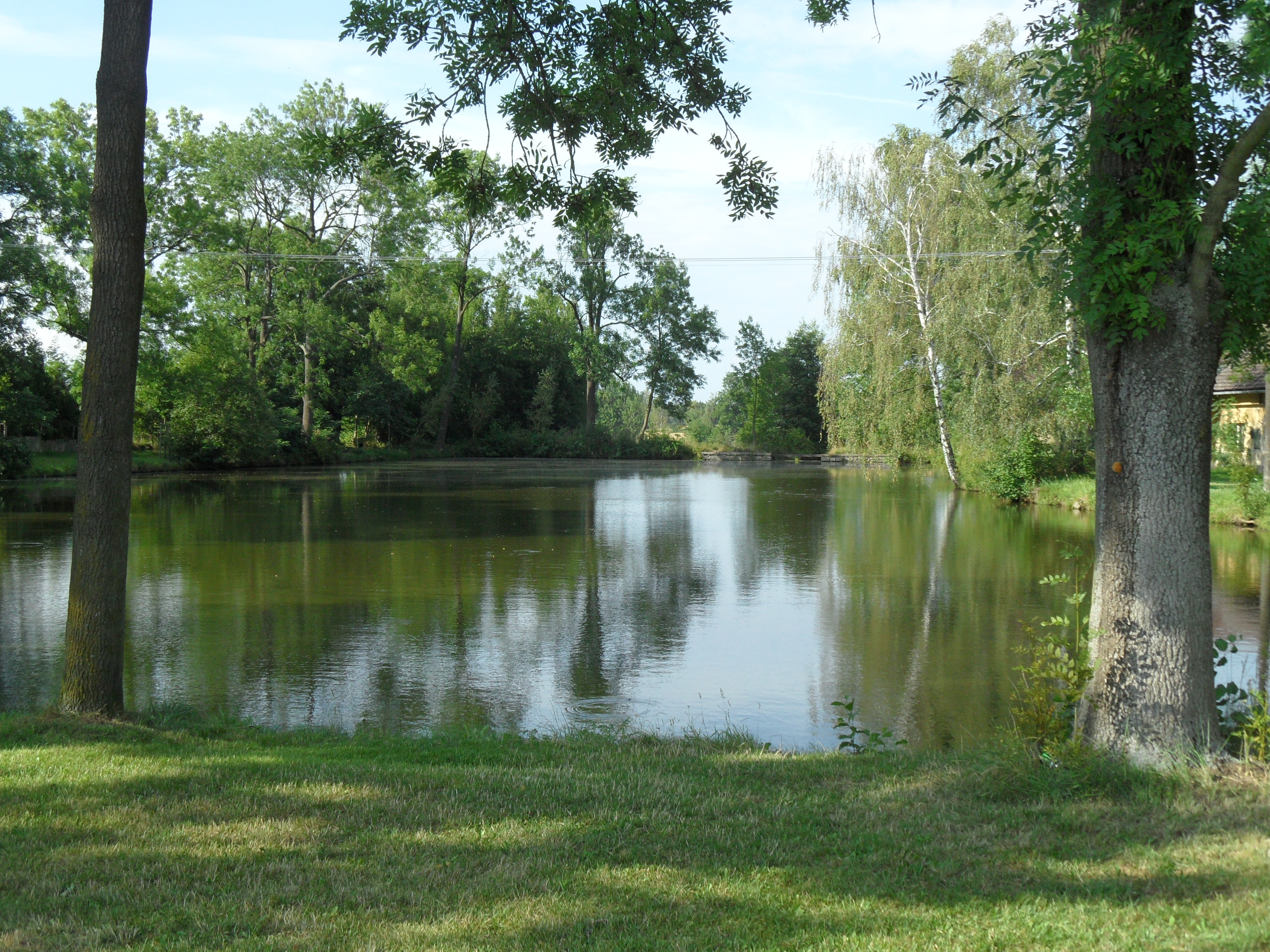
Rybník naproti návsi
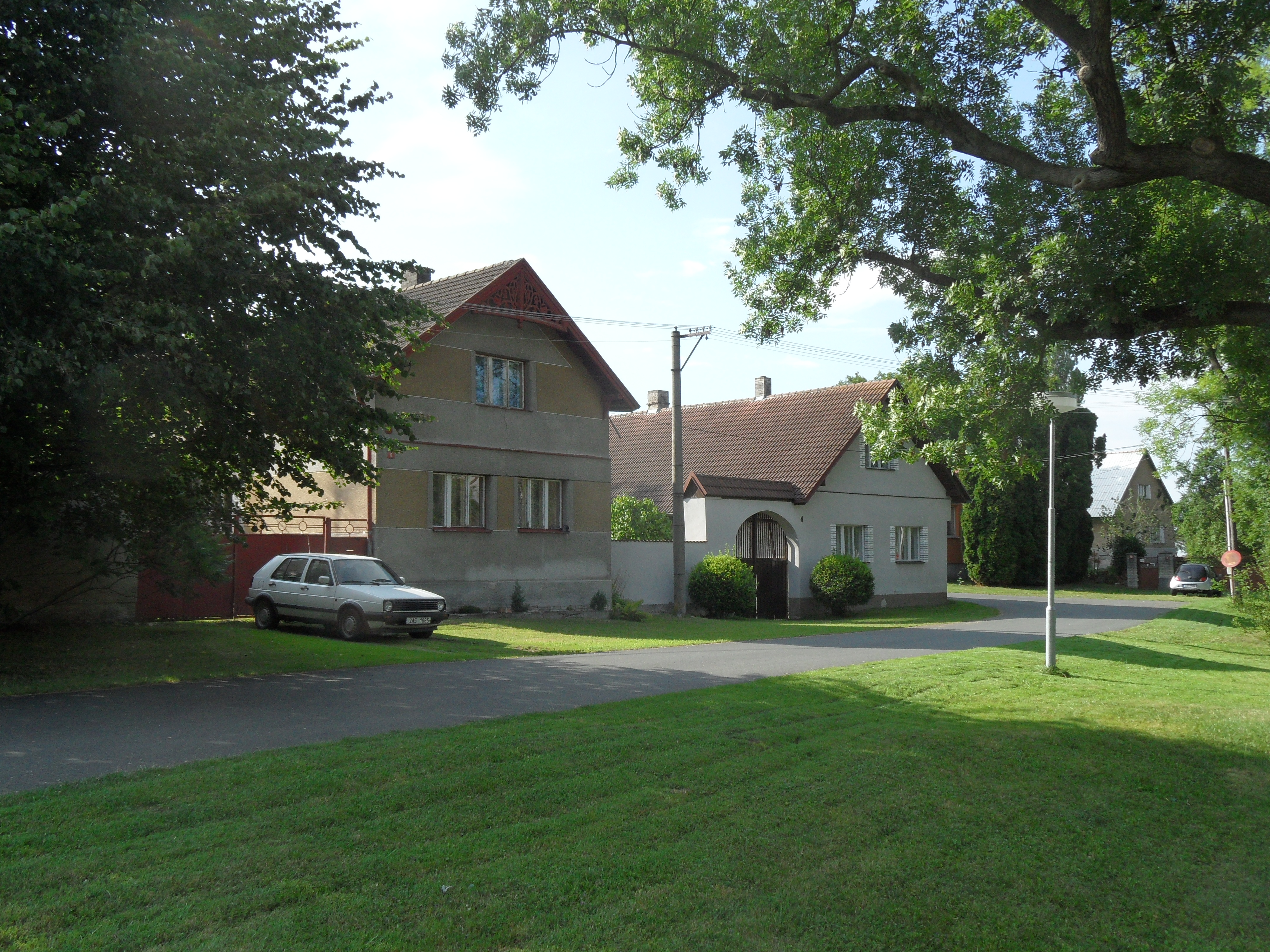
Domy u návsi
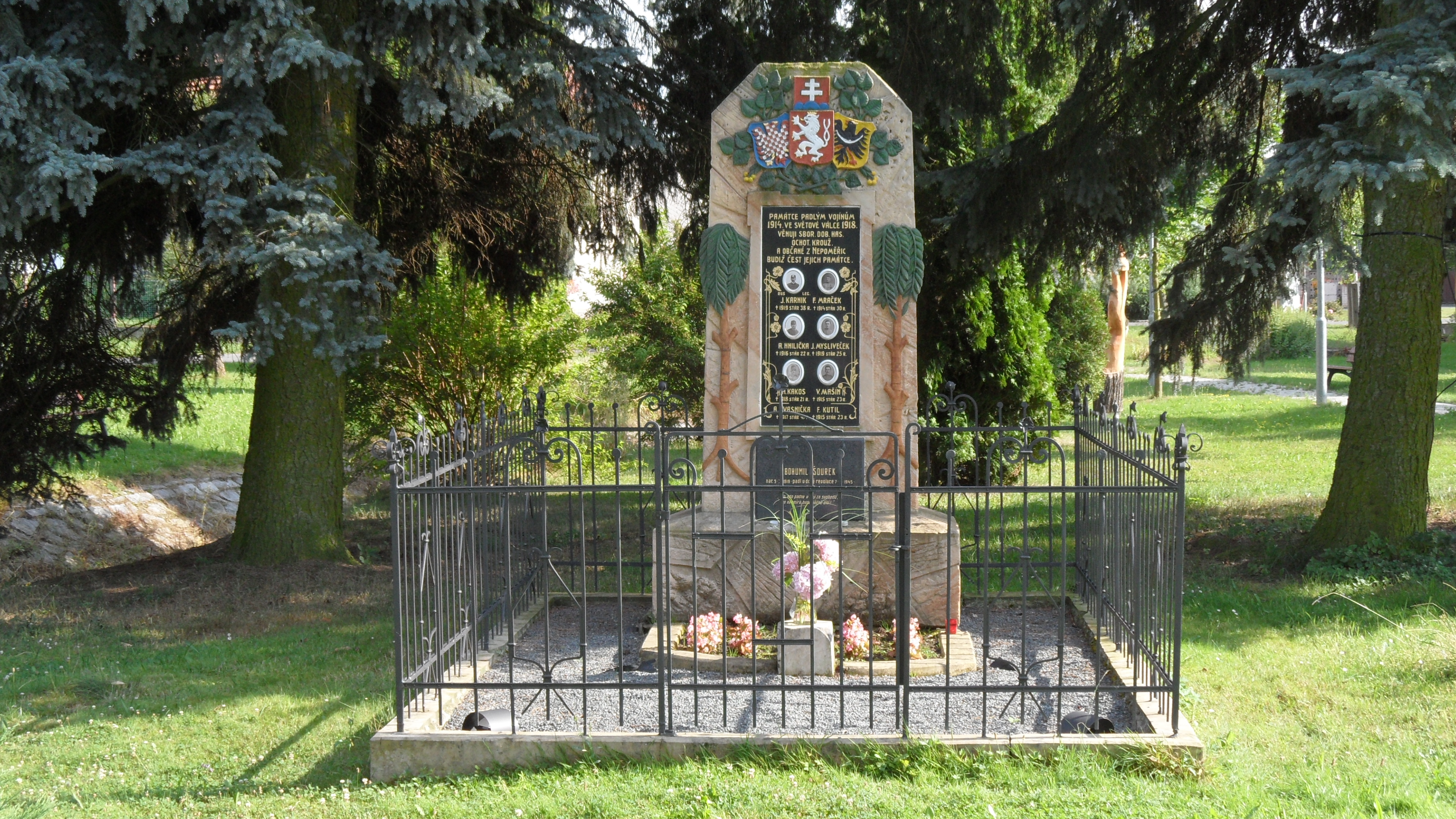
Památník obětem 1. světové války
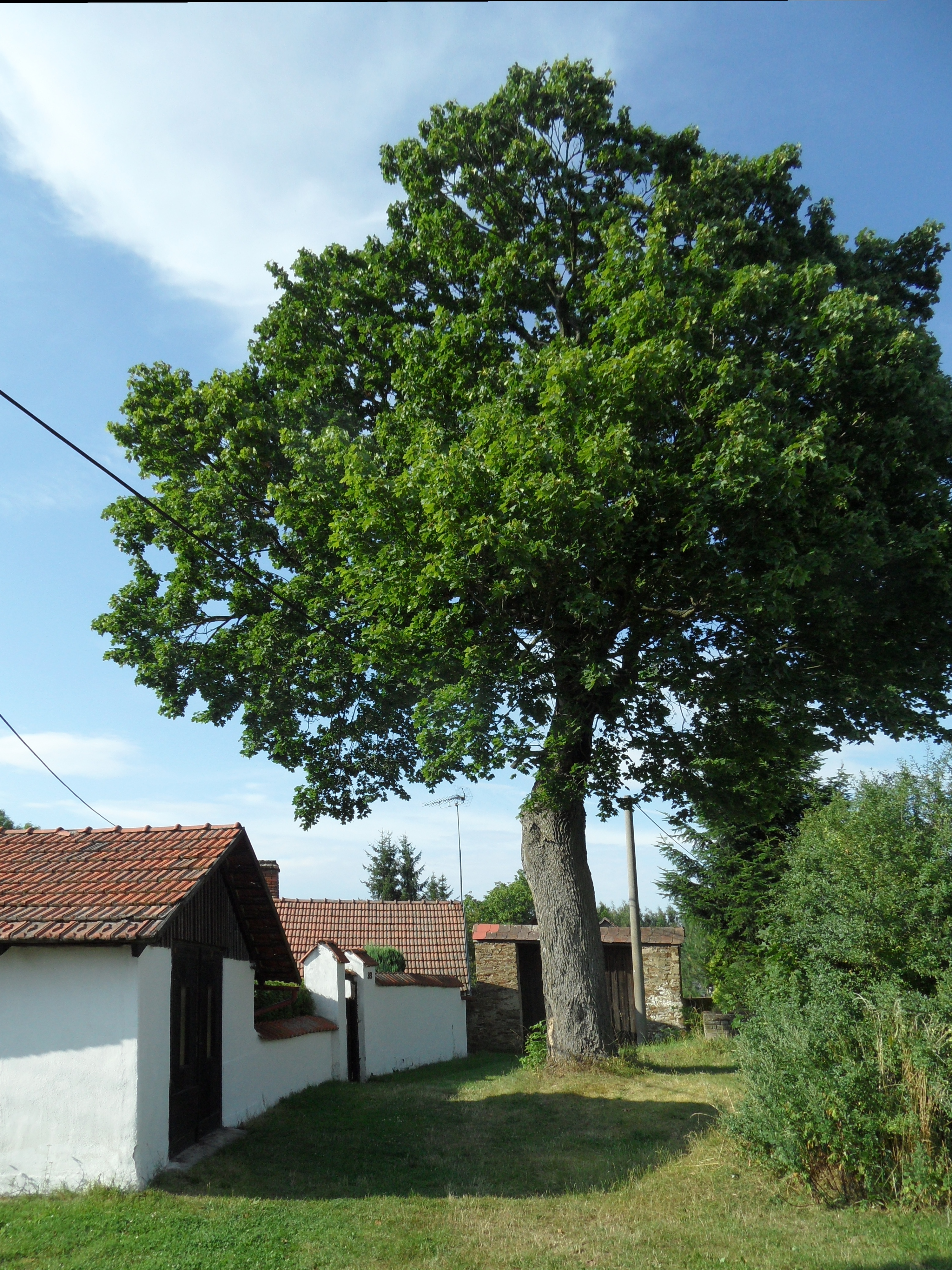
Domek pod stromem
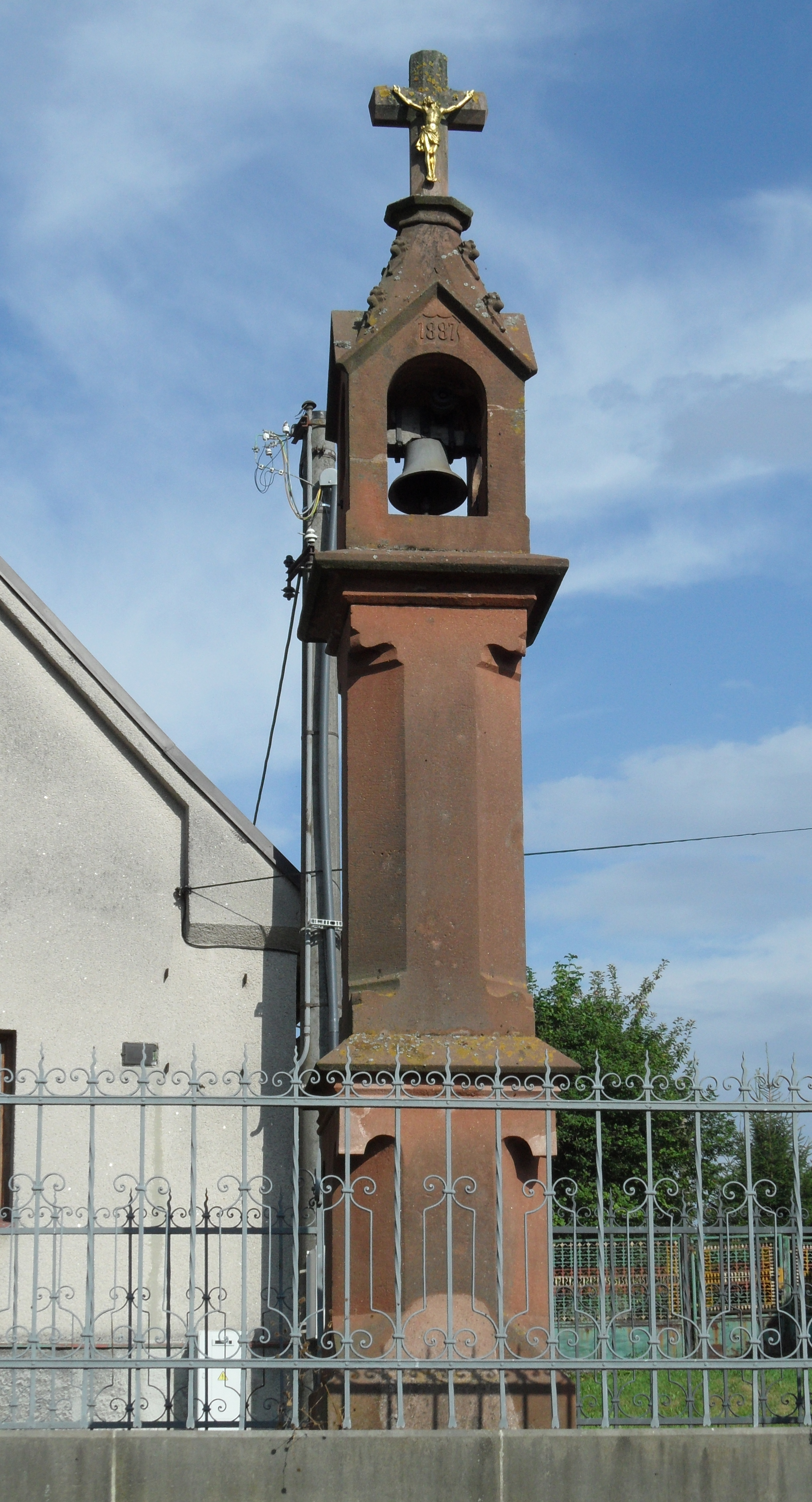
Zvonička s křížkem
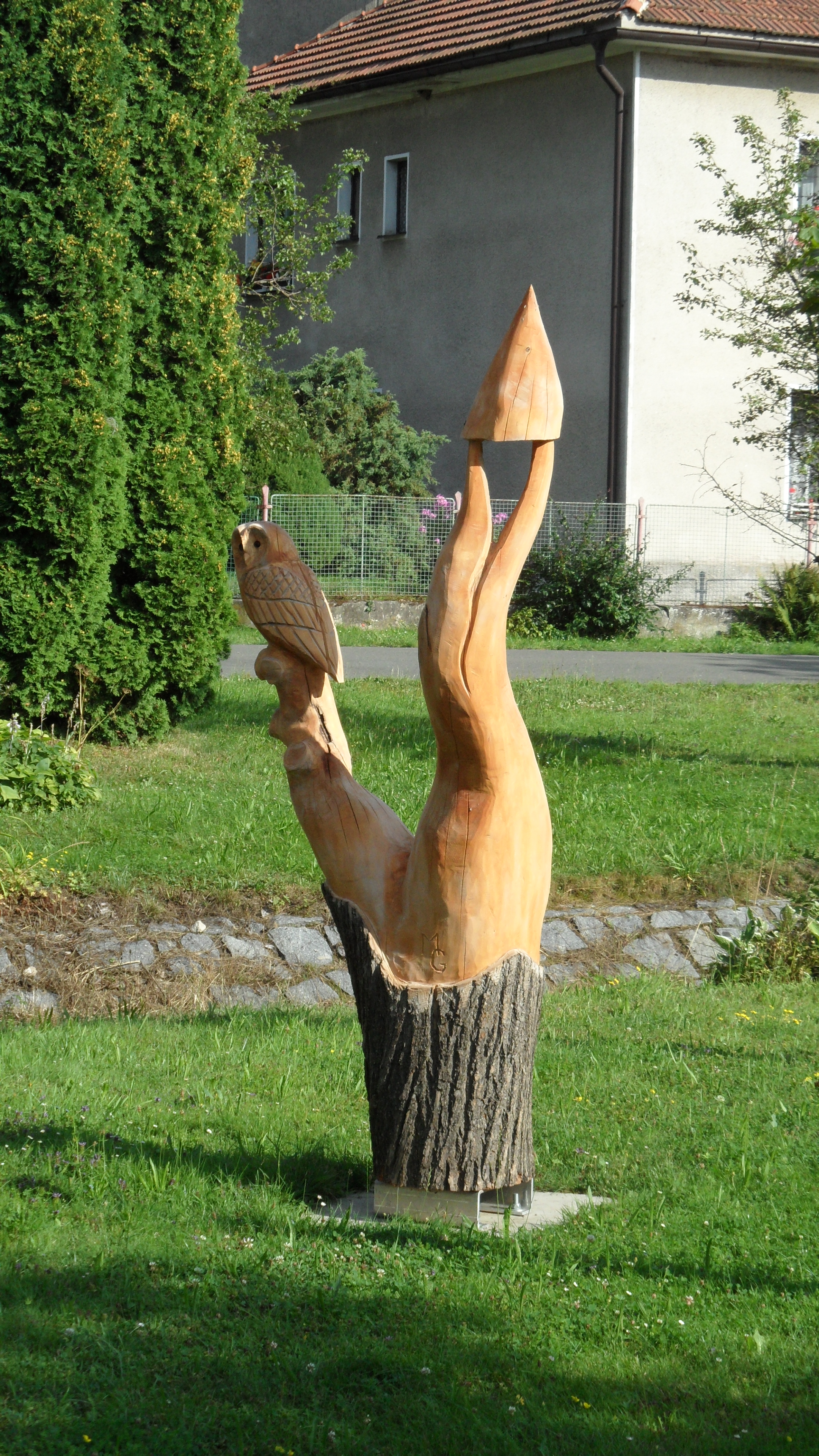
Dřevěná socha